# A95-ös autópálya (Németország)
Az A95-ös autópálya (németül: Bundesautobahn 95) egy autópálya Németországban. Hossza 67,4 km.